# Liasis mackloti
Liasis mackloti — вид змій родини пітонових (Pythonidae). Поширений в Індонезії та Австралії. Один із 3(6) видів роду Liasis. Вид занесений до Вашингтонської конвенції (CITES). Описано 3 підвиди.

## Етимологія
Вид названий на честь Генріха Крістіана Макклота (1799—1832), таксидерміста Голандської комісії природничих наук.
Назва на інших мовах: Macklot's Python (англ.; дослівно «пітон Макклота»); Macklots Python, Timor-Wasserpython (нім.; дослівно «пітон Макклота», «тиморський водяний пітон»); тиморский водяной питон (рос.).

## Опис

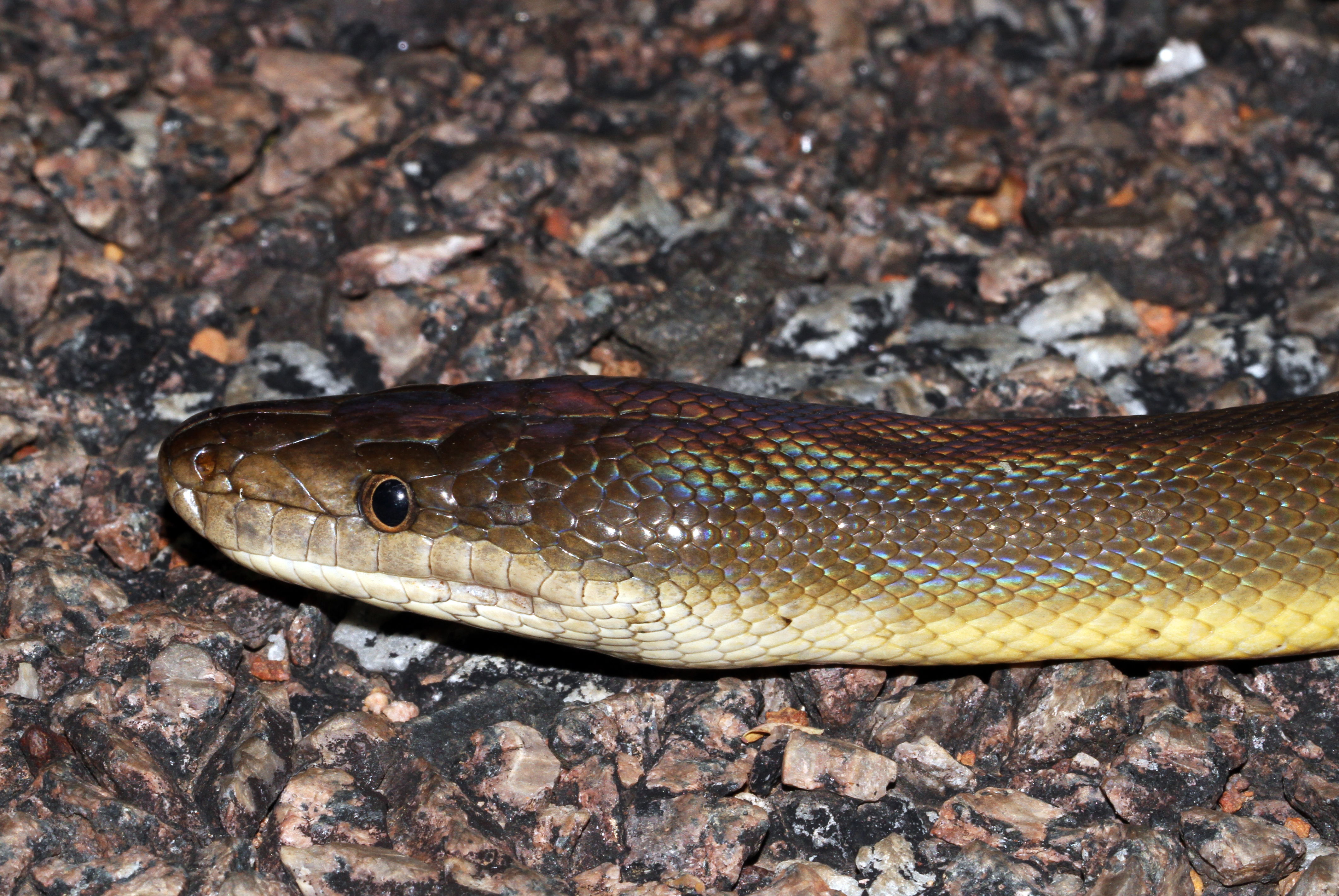

Загальна довжина коливається від 1 до 2 м, деякі, найбільш великі особини можуть досягати 3 м. Тулуб тонкий, масивний та кремезний. Хвіст не пристосований для хапання. Підвиди сильно відрізняються за забарвленням. Спина й боки можуть бути оливкові, чорно-коричневі або навіть світло-коричневі. Черево світле, кремове або біле. Іноді між очей помітна темна смуга, деякі мають крапчастий малюнок.

## Поширення
Мешкає в Індонезії, зокрема островах Саву, Ветар, Роті, Семау, Тимор і Бабар. Зустрічається на о. Нова Гвінея та в Північній Австралії.

## Спосіб життя
Низинний прибережний вид. Населяє болотисті місцевості, вологі ліси та затоплені луки. Не уникає меліорованих сільськогосподарських земель, де тримається дренажних каналів. Більшу частину часу проводить у воді. 
Пітон Макклота належить до яйцекладних змій. Самиця відкладає 8—17 яєць великих білих яєць у шкірястій оболонці. Увесь інкубаційний період вона не кидає кладку, що характерно для пітонових. Через 60—70 днів з'являються молоді пітони.
Живиться ссавцями та водними птахами, можуть вживати також рептилій та амфібій.

## Охорона
Стан більшості природних популяцій виду в межах ареалу залишається більш-менш стабільним. Саме тому він, згідно Червоного списку МСОП, отримав охоронний статус «відносно благополучний вид». Пітон Макклота страждає від смерті на дорогах та неконтрольованої торгівлі домашніми тваринами. Тому вид занесений до Додатку ІІ Вашингтонської конвенції (CITES). Пітон охороняється в національному парку «Ніно Коніс Сантана» та деяких невеликих природних заповідниках на заході Тимору.

## Систематика
Один із 3(6) видів роду Liasis.

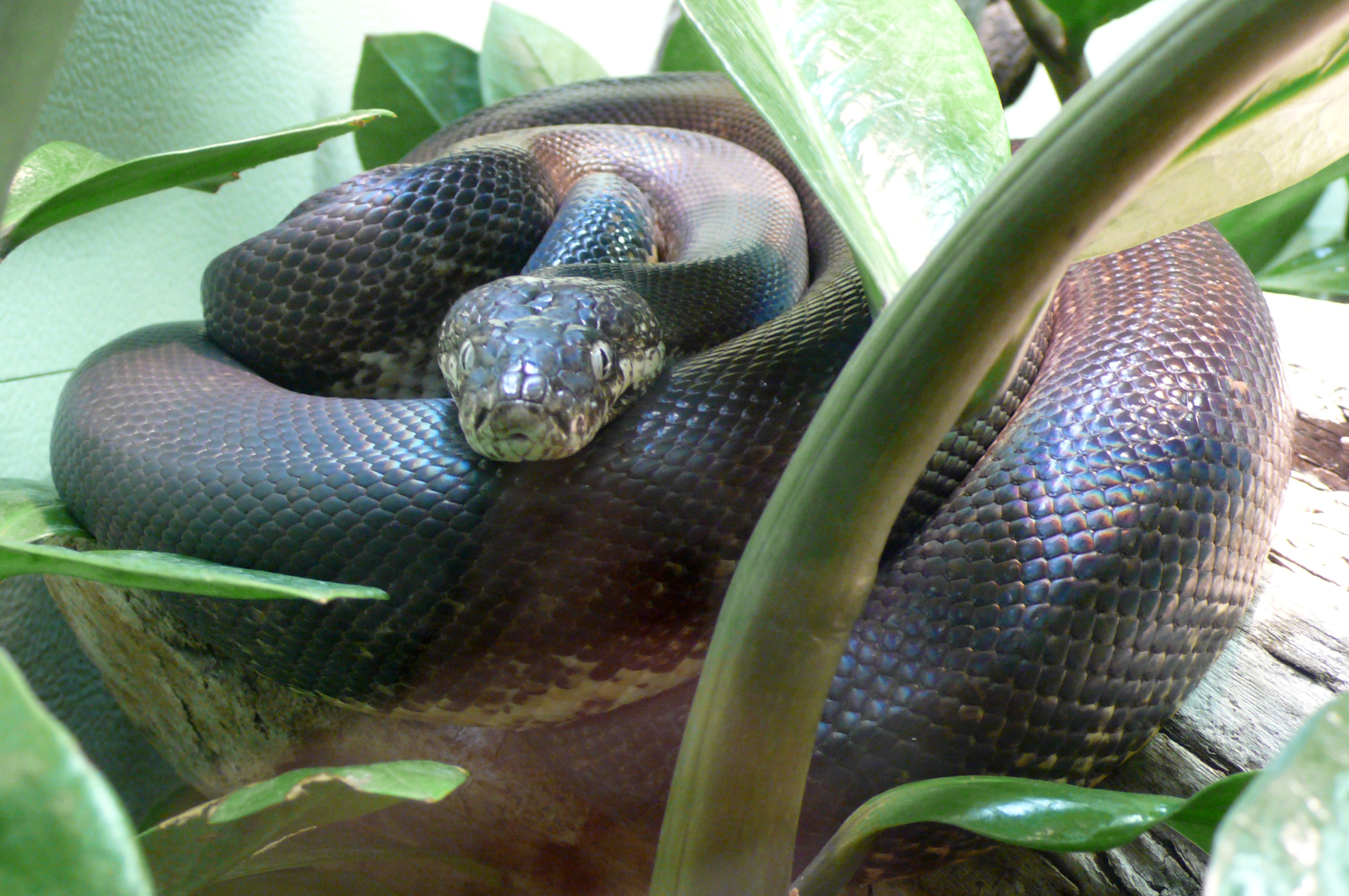
Liasis mackloti savuensis

Станом на 2024 рік описано 3 підвиди:
- Liasis mackloti mackloti
- Liasis mackloti dunni
- Liasis mackloti savuensis

Liasis mackloti dunni і Liasis mackloti savuensis, на погляд ряду герпетологів, мають статус окремих видів.